# Ефремов, Михаил Ерофеевич
Михаил Ерофеевич Ефремов (сентябрь 1886, Метели, Томская губерния — 1965) — советский хозяйственный, государственный и политический деятель, Герой Социалистического Труда.

## Биография
Родился в сентябре 1886 года в селе Метели (ныне — в Шипуновском районе Алтайского края). Член ВКП(б).
С 1904 года — на хозяйственной, общественной и политической работе. В 1904—1960 гг. — крестьянин в личном хозяйстве, колхозник, звеньевой механизаторов колхоза «Искра» Белоглазовского района Алтайского края, обладатель мирового рекорда урожайности (получил на площади 3,6 гектара по 61 центнеру пшеницы с одного гектара, а на 8,5 гектара — по 54 центнера), инициатор движения передовиков сельского хозяйства страны за высокие урожаи — «ефремовского» движения, председатель колхоза «Искра».
Указом Президиума Верховного Совета СССР от 4 марта 1948 года присвоено звание Героя Социалистического Труда с вручением ордена Ленина и золотой медали «Серп и Молот».
Избирался депутатом Верховного Совета РСФСР 1-го созыва.
Умер в 1965 году.